# UWA世界6人タッグ王座
UWA世界6人タッグ王座は、UWAが管理、認定していた王座。

## 歴史
1984年、LLIが創設。
1995年1月、空位となって事実上封印状態となる。
1997年、LLIが解散。
2001年5月、管理団体が闘龍門JAPANに移って王座が復活。
2004年9月、管理団体が闘龍門Xに移った。
2005年5月、管理団体が、みちのくプロレスに移った。
2007年8月、管理団体がプロレスリングElDoradoに移った。
2008年12月、管理団体がDDTプロレスリングに移った。
2010年7月25日、DDT両国国技館大会「両国ピーターパン2010 〜夏休み ああ夏休み 夏休み〜」で行われたUWA世界6人タッグ王座、日本海6人タッグ王座、自由が丘広小路会認定6人タッグ王座による王座統一戦が行われて勝利したグレート小鹿&ミスター6号&りほ組が6人タッグ三冠王者になった。以降は3つの王座の防衛戦が同時に行われている。12月26日、DDT後楽園ホール大会でHARASHIMA&大鷲透&安部行洋組がUWA世界6人タッグ王座のみに挑戦して勝利したことで単独王座になった。12月31日、王者の大鷲が無期限休業により、空位となって事実上封印状態となる。
2015年8月31日、管理団体がWRESTLE-1に移って王座が復活。
2019年7月、大日本プロレスの大阪大会をプロモーションしている『大阪サプライズプロモーション』に移管。
2021年8月、管理団体がプロレスリングBASARAに移った。
2022年、空位となって事実上封印状態となる。

## 歴代王者
| 歴代   | タッグチーム                                                                                            | 戴冠回数 | 防衛回数 | 獲得日付       | 獲得場所 （対戦相手・その他）                                                |
| ------ | --- | -------- | -------- | -------------- | ---------------------------------------------------------------------------- |
| 初代   | ロス・ファンタスティコス （ブラックマン & クン・フー & カト・クン・リー）                               | 1        | 不明     | 1984年3月18日  | メヒコ州ナウカルパン ウルトラマン & スペル・アストロ & エル・ソラール        |
| 第2代  | ロス・ミショネロス・デ・ラ・ムエルテ （エル・テハノ & エル・シグノ & ネグロ・ナバーロ）                 | 1        | 不明     | 1984年4月      | メキシコ                                                                     |
| 第3代  | ロス・モスケテロス・デル・ディアブロ （ブラソ・デ・オロ & ブラソ・デ・プラタ & エル・ブラソ）           | 1        | 不明     | 1984年7月30日  | プエブラ州プエブラ                                                           |
| 第4代  | ロス・ミショネロス・デ・ラ・ムエルテ （エル・テハノ & エル・シグノ & ネグロ・ナバーロ）                 | 2        | 不明     | 1984年8月19日  | メヒコ州ナウカルパン                                                         |
| 第5代  | ロス・モスケテロス・デル・ディアブロ （ブラソ・デ・オロ & ブラソ・デ・プラタ & エル・ブラソ）           | 2        | 不明     | 1985年2月24日  | メヒコ州ナウカルパン                                                         |
| 第6代  | ロス・パンテラス・ロサス （ビジャノ1号 & ビジャノ4号 & ビジャノ5号）                                    | 1        | 不明     | 1985年7月21日  | メヒコ州ナウカルパン 1987年空位                                              |
| 第7代  | ロス・ミショネロス・デ・ラ・ムエルテ （エル・テハノ & エル・シグノ & ネグロ・ナバーロ）                 | 3        | 不明     | 1987年4月26日  | メヒコ州ナウカルパン ビジャノ3号 & ビジャノ4号 & ビジャノ5号 1987年空位      |
| 第8代  | ロス・モスケテロス・デル・ディアブロ （ブラソ・デ・オロ & ブラソ・デ・プラタ & エル・ブラソ）           | 3        | 不明     | 1987年8月14日  | パナマ セレスティアル & エル・タウル & エル・バロン                          |
| 第9代  | ロス・パンテラス・ロサス （ビジャノ1号 & ビジャノ4号 & ビジャノ5号）                                    | 2        | 不明     | 1988年5月30日  | プエブラ州プエブラ 1989年空位                                                |
| 第10代 | エル・トライアングロ （カオス & ランボー & サンドカン）                                                 | 1        | 不明     | 1989年4月23日  | メキシコシティ ブラソ・デ・オロ & ブラソ・デ・プラタ & エル・ブラソ          |
| 第11代 | ロス・モスケテロス・デル・ディアブロ （ブラソ・デ・オロ & ブラソ・デ・プラタ & エル・ブラソ）           | 4        | 不明     | 1989年8月20日  | メキシコ                                                                     |
| 第12代 | エル・トライアングロ （カオス & ランボー & サンドカン）                                                 | 2        | 不明     | 1990年3月18日  | メキシコシティ                                                               |
| 第13代 | ロス・パンテラス・ロサス （ビジャノ1号 & ビジャノ4号 & ビジャノ5号）                                    | 3        | 不明     | 1990年3月18日  | メキシコシティ                                                               |
| 第14代 | ロス・モスケテロス・デル・ディアブロ （ブラソ・デ・オロ & ブラソ・デ・プラタ & エル・ブラソ）           | 5        | 不明     | 1990年6月24日  | メキシコシティ                                                               |
| 第15代 | ロス・パンテラス・ロサス （ビジャノ1号 & ビジャノ4号 & ビジャノ5号）                                    | 4        | 不明     | 1990年10月21日 | メヒコ州ナウカルパン                                                         |
| 第16代 | サモアン・スワット・チーム （グレート・コキーナ & サモアン・サベージ & ファトゥ）                       | 1        | 不明     | 1991年1月1日   | プエブラ州プエブラ                                                           |
| 第17代 | ロス・パンテラス・ロサス （ビジャノ1号 & ビジャノ4号 & ビジャノ5号）                                    | 5        | 不明     | 1991年4月7日   | メヒコ州ナウカルパン                                                         |
| 第18代 | ロス・ミショネロス・デ・ラ・ムエルテ （エル・シグノ & ネグロ・ナバーロ & ブラック・パワー2号）          | 1        | 不明     | 1991年5月30日  | メヒコ州ナウカルパン                                                         |
| 第19代 | ロス・ゲレーロ・デ・アポカリプシス （スコルピオ・ジュニア & シュー・エル・ゲレロ & エル・エンヘンドロ） | 1        | 不明     | 1992年3月1日   | メキシコシティ                                                               |
| 第20代 | ロス・ミショネロス・デ・ラ・ムエルテ （エル・テハノ & エル・シグノ & ネグロ・ナバーロ）                 | 4        | 不明     | 1993年12月21日 | プエブラ州プエブラ                                                           |
| 第21代 | ロス・ゲレーロ・デ・アポカリプシス （スコルピオ・ジュニア & シュー・エル・ゲレロ & エル・エンヘンドロ） | 2        | 不明     | 1994年         | メキシコ                                                                     |
| 第22代 | ロス・ミショネロス・デ・ラ・ムエルテ （エル・テハノ & ロッキー・サンタナ & ネグロ・ナバーロ）           | 1        | 不明     | 1994年6月6日   | プエブラ州プエブラ                                                           |
| 第23代 | ロス・ゲレーロ・デ・アポカリプシス （ビジャノ5号 & スコルピオ・ジュニア & シュー・エル・ゲレロ）        | 1        | 不明     | 1994年10月2日  | メヒコ州ナウカルパン 1995年1月封印                                           |
| 第24代 | CRAZY-MAX （CIMA & SUWA & ビッグ・フジ）                                                                | 1        | 2        | 2001年5月18日  | メキシコ ネグロ・ナバーロ & アポロ・ダンテス & バレンテ・マヨ 2001年7月空位  |
| 第25代 | M2K （ダークネス・ドラゴン & 望月享 & 神田裕之）                                                        | 1        | 0        | 2001年7月8日   | ディファ有明 CIMA & SUWA & TARU                                              |
| 第26代 | CRAZY-MAX （CIMA & SUWA & ビッグ・フジ）                                                                | 2        | 0        | 2001年7月19日  | 鹿児島アリーナ                                                               |
| 第27代 | マグナムTOKYO & ドラゴン・キッド & 斎藤了                                                               | 1        | 2        | 2001年8月14日  | 後楽園ホール                                                                 |
| 第28代 | M2K （望月成晃 & ダークネス・ドラゴン & 望月享）                                                        | 1        | 0        | 2001年10月28日 | ディファ有明                                                                 |
| 第29代 | CRAZY-MAX （CIMA & TARU & ビッグ・フジ）                                                                | 1        | 1        | 2002年1月8日   | 後楽園ホール                                                                 |
| 第30代 | イタリアン・コネクション （ミラノコレクションA.T. & YOSSINO & "brother"YASSINI）                        | 1        | 0        | 2002年9月8日   | 有明コロシアム                                                               |
| 第31代 | CRAZY-MAX （CIMA & SUWA & ドン・フジイ）                                                                | 3        | 2        | 2002年11月27日 | 後楽園ホール                                                                 |
| 第32代 | Do FIXER （横須賀享 & 堀口元気 & 斎藤了）                                                               | 1        | 0        | 2003年5月16日  | チキンジョージ                                                               |
| 第33代 | 新M2K （望月成晃 & ドラゴン・キッド & 新井健一郎）                                                      | 1        | 1        | 2003年6月29日  | ワールド記念ホール                                                           |
| 第34代 | イタリアン・コネクション （ミラノコレクションA.T. & YOSSINO & コンドッティ修司）                        | 1        | 0        | 2003年8月30日  | 後楽園ホール 2003年9月30日空位                                               |
| 第35代 | はぐれ軍団 （コンドッティ修司 & "brother"YASSINI & 大鷲透）                                             | 1        | 3        | 2003年9月20日  | KBSホール ミラノコレクションA.T. & YOSSINO & アンソニー・W・森               |
| 第36代 | 新M2K （ドラゴン・キッド & 新井健一郎 & セカンド土井）                                                  | 1        | 1        | 2004年5月9日   | 山口県国際総合センター展示見本市会場 2004年6月6日王座預かり 2004年7月5日空位 |
| 第37代 | C.T.U （邪道 & 外道 & 竹村豪氏）                                                                        | 1        | 0        | 2004年9月9日   | 後楽園ホール 石森太二 & 佐藤秀 & 佐藤恵 2004年12月12日空位                   |
| 第38代 | ロス・サルセロス・ハポネセス （南野たけし & パイナップル華井 & マンゴー福田）                           | 1        | 1        | 2005年5月14日  | メキシコシティ エル・ソラール & ウルトラマン & ウルトラマン・ジュニア        |
| 第39代 | STONED （大間まぐ狼 & 佐藤秀 & 佐藤恵）                                                                 | 1        | 0        | 2006年6月3日   | 新宿FACE 2007年3月返上                                                       |
| 第40代 | HELL DEMONS （菅原拓也 & バラモン・シュウ & バラモン・ケイ）                                            | 1        | 2        | 2007年8月9日   | 後楽園ホール 大鷲透 & KAGETORA & ヘラクレスオオ千賀 2007年12月29日王座預かり |
| 第41代 | 菅原拓也 & 大鷲透 & 荒谷望誉                                                                            | 1        | 0        | 2008年2月27日  | 後楽園ホール バラモン・シュウ & バラモン・ケイ & 豪 2008年9月12日返上        |
| 第42代 | イタリアン・フォー・ホースメン （フランチェスコ・トーゴー & PIZAみちのく & アントーニオ本多）           | 1        | 4        | 2008年12月29日 | 後楽園ホール MEN'Sテイオー & 佐藤悠己 & 男色ディーノ                         |
| 第43代 | 佐藤光留 & マサ高梨 & 男色ディーノ                                                                      | 1        | 0        | 2009年11月29日 | 後楽園ホール                                                                 |
| 第44代 | 東京愚連隊 （NOSAWA論外 & MAZADA & FUJITA）                                                             | 1        | 1        | 2010年1月24日  | 新木場1stRING                                                                |
| 第45代 | 原田大輔 & 小峠篤司 & タコヤキーダー                                                                    | 1        | 1        | 2010年5月9日   | 新宿FACE                                                                     |
| 第46代 | くいしんぼう仮面 & えべっさん（3代目） & 松山勘十郎                                                     | 1        | 0        | 2010年6月6日   | 大阪ミナミ ムーブ・オン アリーナ                                             |
| 第47代 | 東京愚連隊 （NOSAWA論外 & MAZADA & FUJITA）                                                             | 2        | 0        | 2010年6月12日  | 大阪ミナミ ムーブ・オン アリーナ                                             |
| 第48代 | 佐藤光留 & 石井慧介 & ヨシヒコ                                                                          | 1        | 0        | 2010年6月13日  | 後楽園ホール                                                                 |
| 第49代 | グレート小鹿 & ミスター6号 & りほ                                                                       | 1        | 0        | 2010年7月25日  | 両国国技館                                                                   |
| 第50代 | シットハート♥ファウンデーション （佐藤光留 & 中澤マイケル & 松永智充）                                  | 1        | 0        | 2010年11月3日  | 新木場1stRING                                                                |
| 第51代 | DISASTER BOX （HARASHIMA & 大鷲透 & 安部行洋）                                                          | 1        | 0        | 2010年12月26日 | 後楽園ホール 2010年12月31日空位                                              |
| 第52代 | ジャケッツ （黒潮"イケメン"二郎 & 中之上靖文 & 吉岡世起）                                               | 1        | 0        | 2015年10月9日  | 後楽園ホール AKIRA & 葛西純 & 熊ゴロー                                       |
| 第53代 | リアル・デスペラード （KAZMA SAKAMOTO & 土肥孝司 & NOSAWA論外）                                         | 1        | 0        | 2015年11月3日  | 名古屋国際会議場イベントホール                                               |
| 第54代 | ジャケッツ （黒潮"イケメン"二郎 & 中之上靖文 & 吉岡世起）                                               | 2        | 0        | 2015年11月27日 | 後楽園ホール 2016年1月7日返上                                                |
| 第55代 | TAJIRI & カズ・ハヤシ & 田中稔                                                                          | 1        | 4        | 2016年1月31日  | 港区民センター 黒潮"イケメン"二郎 & 中之上靖文 & 吉岡世起                    |
| 第56代 | NEWERA （吉岡世起 & 稲葉大樹 & アンディ・ウー）                                                         | 1        | 3        | 2016年7月29日  | 新宿FACE                                                                     |
| 第57代 | NOSAWA論外 & 葛西純 & 近藤修司                                                                          | 1        | 0        | 2016年12月9日  | 後楽園ホール 2017年2月21日返上                                               |
| 第58代 | NEWERA （児玉裕輔 & 稲葉大樹 & 藤村康平）                                                               | 1        | 1        | 2017年2月22日  | 新宿FACE NOSAWA論外 & 近藤修司 & 征矢学                                      |
| 第59代 | カズ・ハヤシ & 近藤修司 & 河野真幸                                                                      | 1        | 0        | 2017年4月9日   | ススキノ・マルスジム                                                         |
| 第60代 | NEWERA （土肥孝司 & 熊ゴロー & アンディ・ウー）                                                         | 1        | 0        | 2017年4月16日  | 神戸サンボーホール                                                           |
| 第61代 | カズ・ハヤシ & 近藤修司 & 征矢学                                                                        | 1        | 2        | 2017年5月6日   | 岐阜市文化産業交流センター多目的ホール                                       |
| 第62代 | 黒潮"イケメン"二郎 & 熊ゴロー & ジェイ・フレッディー                                                    | 1        | 0        | 2017年6月4日   | 君津市民体育館                                                               |
| 第63代 | NOSAWA論外 & 征矢学 & タナカ岩石                                                                        | 1        | 4        | 2017年6月18日  | 清水マリンビル                                                               |
| 第64代 | 黒潮"イケメン"二郎 & 土肥孝司 & 熊ゴロー                                                                | 1        | 1        | 2017年9月18日  | 後楽園ホール                                                                 |
| 第65代 | Enfants Terribles （芦野祥太郎 & 児玉裕輔 & 立花誠吾）                                                  | 1        | 2        | 2017年10月21日 | 霞ヶ浦文化体育館サブアリーナ                                                 |
| 第66代 | 土肥孝司 & 熊ゴロー & 伊藤貴則                                                                          | 1        | 4        | 2017年12月2日  | ラジアントホール                                                             |
| 第67代 | 東京愚連隊 （NOSAWA論外 & MAZADA & FUJITA）                                                             | 2        | 2        | 2018年3月14日  | 後楽園ホール 2019年3月8日返上                                                |
| 第68代 | 戦闘民族 （木高イサミ & 関根龍一 & 下村大樹）                                                           | 1        | 2        | 2019年7月21日  | 大阪府立体育会館第2競技場 バナナ千賀 & ツトム・オースギ & 石川勇希           |
| 第69代 | ヤス・ウラノ & 塚本拓海 & 中野貴人                                                                      | 1        | 4        | 2019年9月14日  | BASEMENT MONSTAR                                                             |
| 第70代 | スパーキー （中津良太 & 谷嵜なおき & 瀧澤晃頼）                                                         | 1        | 1        | 2019年12月28日 | 後楽園ホール                                                                 |
| 第71代 | ビバ・メヒコ・カブロネス （ツバサ & ビリーケン・キッド & 政宗）                                         | 1        | 4        | 2020年2月24日  | 大阪府立体育会館第2競技場                                                    |
| 第72代 | HUB & アルティメット・スパイダーJr. & アンディ・ウー                                                    | 1        | 0        | 2021年7月4日   | コレガスタジオ                                                               |
| 第73代 | 戦闘民族 （木高イサミ & 藤田ミノル & 下村大樹）                                                         | 1        | 0        | 2021年8月9日   | 東成区民センター 2021年10月7日返上                                           |
| 第74代 | 悪冠一色 （近藤修司 & 菅原拓也 & 大鷲透）                                                               | 1        | 0        | 2021年10月24日 | 後楽園ホール 木高イサミ & 宮本裕向 & 下村大樹 2022年封印                     |